# Alfred Soulier
Alfred Soulier, né à Anduze le 5 septembre 1872 et mort à Châtillon-sous-Bagneux le 7 mars 1964, est un ingénieur électricien français. Sa littérature scientifique est actuellement utilisée pour connaître l'histoire de l'électricité aussi bien dans la technique que dans la linguistique. Il est un des fondateurs au XXe siècle de la démarche de transmission pour tous de la science en dehors du système des Universités et des thèses doctorantes. De façon moins ludique que ses prédécesseurs du XIXe siècle qui ont utilisé le « romantisme » dans la littérature et le théâtre scientifique, il reste dans l'optique de la « physique amusante » du XVIIIe siècle.

## Biographie
Alfred Soulier, né à Anduze en 1872, est un ingénieur électricien français
 qui fut le rédacteur en chef de la Revue générale d'électricité constituée du regroupement de la Revue électrique créée en 1904, et La Lumière électrique créée en 1908. Il fut chef de service électrique de la section technique de l'artillerie, et expert devant le Tribunal civil de la Seine.
Il fut un « littérateur » de l'électricité en étant un auteur très abondant d'ouvrages édité par Garnier Frères, maison qui fut un « pilier » de l'éducation scolaire en France.
Lors la première moitié du XXe siècle, il participa à la diffusion de la technique appliquée de la fabrication d'électricité:
- courant alternatif et continu de basse et haute tension
- stockage d'électricité
- circuit avec transformateur ou machine tournante convertisseuse de tension alternative en basse tension continue
- galvanoplastie
- production de champ magnétique

Il écrivit des ouvrages de vulgarisation de cette technique pour l'industrie, le bâtiment, l'automobile, etc.
Ces secteurs en plein développement à ce moment utilisaient l'électricité en courants forts et en courants faibles : pour les moteurs de la mécanisation, pour la communication téléphonique, pour l'éclairage, etc.
Il publia des plans pour l'équipement des bâtiments usines mais aussi utilisables pour l'habitat.
Il est l'auteur de préfaces sur des ouvrages traitant de la T.S.F.
Il participa à la transmission vers les entreprises des règlements et normes concernant l'électricité en France.
Avec pour objectif la vulgarisation simple, il effectua pendant la période de la deuxième guerre mondiale des rééditions nombreuses sous des titres revus de ses premiers ouvrages datant de la « belle époque » concernant les applications générales de l'électricité « du temps des ingénieurs », y compris les Rayons X, alors que démarrait l'ingénierie sous sa forme contemporaine.
Puis il décrivit la distribution nouvelle du vecteur énergie électricité dans l'immédiate après-guerre.
Plusieurs de ses ouvrages sont traduits en espagnol.